# 臺中市立萬和國民中學
臺中市立萬和國民中學，簡稱萬和國中，是一所位在臺灣臺中市南屯區的國民中學，校地位於臺中市第八期市地重劃區內。校舍為五層雙走廊建築，教學區與運動區有所區隔，共可以容納50個班級，於1995年開始招收學生。

## 歷史
1993年5月20日，萬和國中奉臺中市政府八二府教國字第五六五二二號函自八十二學年度成立籌備，建校於臺中市南屯區豐樂里文中41學校用地，校地面積2.6424公頃，市長林柏榕指派四育國中籌辦。當時校名訂為「臺中市立永春國民中學」，1993年8月奉市政府令改為「臺中市立萬和國民中學」。
校地位於臺中市第八期市地重劃區，建校工程費由八期重劃基金支應，第一期校舍工程自1993年7月5日展開，1995年2月7日完工；第二、三期校舍自1994年7月10日開工，1995年7月25日完工，完工的校舍為五層雙走廊建築，教學區與運動區有所區隔，共可以容納50個班級。同年度開始招收學生，最初共有15個班級。
萬和國中改善圖書館計畫於2015年開始籌畫，爭取到教育部國民及學前教育署計畫後，斥資200多萬建置，在2017年11月7日正式揭牌啟用，取名為「萬和書源館」，以朱熹「觀書有感」的「問渠哪得清如許，為有源頭活水來」做為主題發想，天花板、書櫃、動線等設計皆融入流動元素。2018年為配合臺中市政府教育局的開放校園政策，於暑假開放校內圖書館，提供民眾借閱圖書及自修。

## 歷任校長
建校之初，教育局委派藍武雄擔任首任校長。2000年2月1日藍武雄調任惠文高中，市府遴選張梅雪接任。2007年8月張梅雪調任福科國中，市府遴選五權國中主任郭政榮接任。2014年8月郭政榮調任大業國中，經市府遴選後由安和國中候用校長陳姿伶接任。2021年8月陳姿伶調任四張犁國中，由楊峙芃接任。2025年8月楊峙芃退休，由周鳳珠接任。
| 屆任  | 姓名   | 性別 | 在任                   | 異動原因           |
| ----- | ------ | ---- | ---------------------- | ------------------ |
| 第1任 | 藍武雄 | 男   | 1993年9月－2000年1月底 | 調任惠文高中校長   |
| 第2任 | 張梅雪 | 女   | 2000年2月－2007年7月底 | 調任福科國中校長   |
| 第3任 | 郭政榮 | 男   | 2007年8月－2014年7月底 | 調任大業國中校長   |
| 第4任 | 陳姿伶 | 女   | 2014年8月－2021年7月底 | 調任四張犁國中校長 |
| 第5任 | 楊峙芃 | 女   | 2021年8月－2025年7月底 | 退休               |
| 第6任 | 周鳳珠 | 女   | 2025年8月－現任        |                    |

## 爭議

### 老師集體抗爭事件
1999年9月校長藍武雄採取新措施，將導師辦公桌移到教室，引發導師們反彈。作為抗議，四十多名導師在走廊上辦公、改作業。由於教師的強烈反彈，教育局與學校溝通後暫緩實施。

### 體罰事件
2012年10月，萬和國中一名原住民學生因週末參加臺中市原住民族歲時祭，無法如期完成英文作業，遭到導師當眾打了六個巴掌。 事件發生後校方通報教育部校園安全暨災害防救通報處理中心，該教師亦承認錯誤，親自前往學生住處道歉，並獲得家長原諒。

## 外部連結
- 臺中市立萬和國民中學 （页面存档备份，存于）